# كرة ودبابيس (لعبة فيديو)
لعبة كرة ودبابيس (بالإنجليزية: Pinball)‏ هي لعبة كرة ودبابيس، أنتجت عام 1984م من قبل شركة نينتندو اليابانية.

## وصلات خارجية
- Pinball guide في موقع ستراتيجي ويكي
- Pinball at NinDB
- Vs. Pinball على موقع القائمة القاتلة لألعاب الفيديو